# Per Sundberg
Per Lennart Harald Sundberg (Malmö, 8 de mayo de 1949-Höllviken, 3 de mayo de 2015) fue un deportista sueco que compitió en esgrima, especialista en la modalidad de espada. Ganó una medalla de bronce en el Campeonato Mundial de Esgrima de 1971 en la prueba por equipos.

## Palmarés internacional
| Campeonato Mundial | Campeonato Mundial | Campeonato Mundial | Campeonato Mundial |
| Año                | Lugar              | Medalla            | Prueba             |
| ------------------ | ------------------ | ------------------ | ------------------ |
| 1971               | Viena (Austria)    | Medalla de bronce  | Espada por equipos |